# Donald Spoto
Donald Spoto (New Rochelle, 28 giugno 1941 – Køge, 11 febbraio 2023) è stato uno scrittore, biografo e teologo statunitense.

## Biografia
Nato a New Rochelle, New York, il 28 giugno 1941, Spoto, biografo, teologo cattolico,  monaco, si laureò alla Iona Preparatory School  nel 1959 e conseguì un dottorato in letteratura teologica (Studi sul Nuovo Testamento) presso la Fordham University, nel 1966 e 1970.
Insegnò teologia, mistica cristiana e letteratura biblica alla Fairfield University, presso il College di New Rochelle e alla New School per la Ricerca Sociale, dal 1966 fino al 1986, e poi alla University of Southern California, a partire dal 1987. Inoltre fu docente a contratto presso il British Film Institute e il National Film Theatre di Londra dal 1980 fino al 1986.
Negli anni '70 iniziò a scrivere  biografie di registi e di attori. Si alternò tra le biografie di celebrità (Alfred Hitchcock, Marlene Dietrich, Laurence Olivier, Marilyn Monroe, Elizabeth Taylor, James Dean, Tennessee Williams, Jacqueline Kennedy, Audrey Hepburn, Ingrid Bergman) e ritratti di figure religiose come Gesù e San Francesco d'Assisi.
Dichiaratamente omosessuale, fu sposato con l'amministratore scolastico danese Ole Flemming Larsen.

## Opere
- The Art of Alfred Hitchcock, (1976; 1999), Doubleday Anchor
- Camerado Hollywood, (1978), Plume
- The Dark Side of Genius: The Life of Alfred Hitchcock, (1983), Little, Brown & Co, tradotto in italiano Il lato oscuro del genio: la vita di Alfred Hitchcock, Lindau, Torino 1999, 2006, ISBN 978-88-7180-602-0
- The Kindness of Strangers: The Life of Tennessee Williams, (1985), Little, Brown & Co.
- Falling in Love Again: Marlene Dietrich, (1985), Little, Brown & Co.
- Lenya: A Life, (1989), Little, Brown & Co.
- Madcap: The Life of Preston Sturges, (1990) Little, Brown & Co.
- The Art of Alfred Hitchcock: Fifty Years of His Motion Pictures, (1976), Brodart Co.; 2nd ed. (1991), Anchor
- Laurence Olivier, A Biography, (1992), HarperCollins, tradotto in italiano Laurence Olivier. Una biografia, Dalai Editore, 1993
- Blue Angel: The Life of Marlene Dietrich, (1992), Doubleday
- Marilyn Monroe: The Biography (1993), Harper Collins
- A Passion for Life: The Biography of Elizabeth Taylor, (1995) HarperCollins
- The Decline and Fall of the House of Windsor, (1995), Simon and Schuster
- Dynasty: The Turbulent Saga of the Royal Family from Victoria to Diana
- Rebel: The Life and Legend of James Dean, (1996), HarperCollins, tradotto in italiano Rebel. Vita e leggenda di James Dean, Odoya library, 2011
- Diana: The Last Year, (1997), Random House
- Notorious: The Life of Ingrid Bergman, (1997), HarperCollins, tradotto in italiano Notorious. La vita di Ingrid Bergman, Lindau, Torino, 2007
- The Hidden Jesus: A New Life, (1998), St. Martin's Press
- Jacqueline Bouvier Kennedy Onassis: A Life, (2000), St. Martin's Press
- Reluctant Saint: The Life of Francis of Assisi, (2002), Viking Press
- In Silence: Why We Pray, (2004), Viking Press
- Enchantment: The Life of Audrey Hepburn, (2006), Harmony, tradotto in italiano Audrey Hepburn, Frassinelli, 2006
- Joan: The Mysterious Life of the Heretic Who Became a Saint, (2007), HarperSanFrancisco
- Otherwise Engaged: The Life of Alan Bates, (2007) Hutchinson
- Spellbound by Beauty: Alfred Hitchcock and His Leading Ladies, (2008) Hutchinson
- High Society: The Life of Grace Kelly, (2009), Harmony
- Possessed: The Life of Joan Crawford, (2010), Morrow